# Сан-Паоло-Альбанезе
Сан-Паоло-Альбанезе (итал. San Paolo Albanese) — коммуна в Италии, располагается в регионе Базиликата, в провинции Потенца.
Население составляет 329 человек (2008 г.), плотность населения составляет 14 чел./км². Занимает площадь 29 км². Почтовый индекс — 85030. Телефонный код — 0973.

## Демография
Динамика населения:

## Администрация коммуны
- Официальный сайт: